# كوين نورتن
كوين نورتن (بالإنجليزية: Quinn Norton)‏ هي مصورة وصحفية أمريكية، ولدت في 23 مايو 1973.

## وصلات خارجية
- الموقع الرسمي
- كوين نورتن على موقع IMDb (الإنجليزية)
- كوين نورتن على موقع قاعدة بيانات الفيلم (الإنجليزية)